# Maglen
Maglen (latinski: Scutiger pes-caprae) jestiva je gljiva iz porodice Albatrellaceae.

## Sinonimi
Izvor:
- Fungus sapatella Paulet (1793.)
- Fungus tuber Paulet (1793.)
- Polyporus pes-caprae Pers. (1818.)
- Boletus pes-caprae (Pers.) Cordier (1826.)
- Cerioporus inflexus Schulzer ex Quél. (1888.)
- Polyporus retipes Underw. (1897.)
- Scutiger retipes (Underw.) Murrill (1903.)
- Fomes oregonensis (Murrill) Sacc. & Traverso (1910.)
- Polyporus oregonensis (Murrill) Murrill (1912.)
- Scutiger oregonensis Murrill (1912.)
- Caloporus pes-caprae (Pers.) Pilát (1931.)
- Albatrellus pes-caprae (Pers.) Pouzar (1966.)
- Polypilus pes-caprae  (Pers.) Teixeira (1992.)
- Albatrellopsis pes-caprae (Pers.) Teixeira (1994.)

## Opis
Širina klobuka iznosi oko 5 – 20 cm. Klobuk je nepravilan, mesnat, najprije konveksan, a kasnije ravan. Klobuk je boje cimeta ili kave, crno smeđ kod starijih gljiva. Cjevčice s donje strane klobuka su bjelkaste, a kod starijih primjeraka žućkaste i široke. Meso je ugodnog mirisa. 

## Jestivost
Za maglen se smatra da je kvalitetna, jestivu gljivu, posebno je dobar za kiseljenje.

## Vanjske poveznice
- Scutiger pes-caprae, Index Fungorum